# Однодневная выставка
Однодневная выставка — первая художественная выставка товарищества «Искусство или смерть», состоявшаяся 19 марта 1988 года в Таганроге.

## История

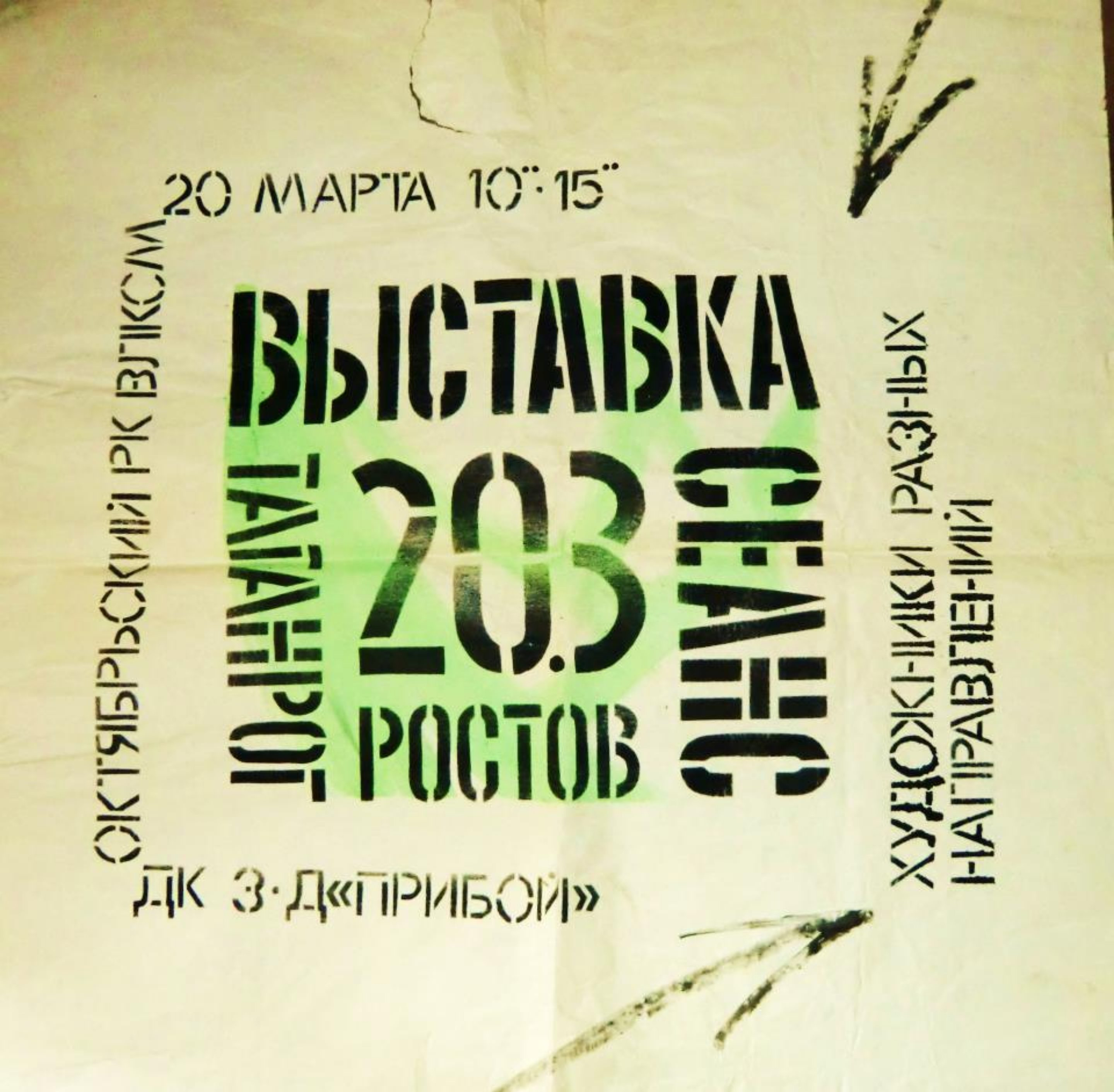
Афиша «Однодневной выставки»

Выставка состоялась 19 марта 1988 года в Таганроге, во Дворце культуры местного оборонного завода «Прибой». Выставка-сеанс (название «Однодневная выставка» появилось позднее) была организована по инициативе Октябрьского райкома ВЛКСМ г. Таганрога и молодых художников Таганрога и Ростова-на-Дону.
Секретарь Октябрьского РК ВЛКСМ Таганрога Олег Кобяков, решив административные вопросы по организации молодёжной художественной выставки, предложил Юрию Шабельникову сформировать круг участников. Шабельников привлёк своих ростовско-таганрогских друзей и коллег в лице Авдея Тер-Оганьяна, Валерия Кошлякова, Николая Константинова, Александра Кислякова, Натальи Дурицкой, Леонида Стуканова и других. Поскольку РК ВЛКСМ разместил объявление о предстоящей выставке в областной молодёжной газете «Комсомолец», в число участников также попал ряд художников «самотёком». «Официально» к участию в выставке допускались авторы при выполнении трёх условий: проживание на территории Ростовской области, возраст — не более 35 лет, а также — «работы должны носить экспериментальный характер». Авторам предоставлялось право выставлять не более трёх работ.
Большинство участников — выпускники Ростовского художественного училища им. М.Б. Грекова.
Поскольку подавляющая часть участников этой выставки состояла в арт-группе «Жупел», чуть позднее трансформировавшейся в группу «Искусство или смерть», данную выставку принято считать первой официальной выставкой группы «Искусство или смерть».
Во время обсуждения, состоявшегося в одной из больших комнат ДК ближе к концу дня открытия выставки, агрессивно настроенные и раздражённые увиденным зрители накинулись на художников, обвиняя их в непрофессионализме. Ситуацию спас ростовский искусствовед А. П. Токарев, чьё выступление оказалось единственным профессиональным и вполне аналитическим разбором.

## Участники
- Абрамов, Михаил Валерьевич
- Дурицкая, Наталья Ивановна
- Кабарухин, Леонид Андреевич[1]
- Кисляков, Александр Владленович

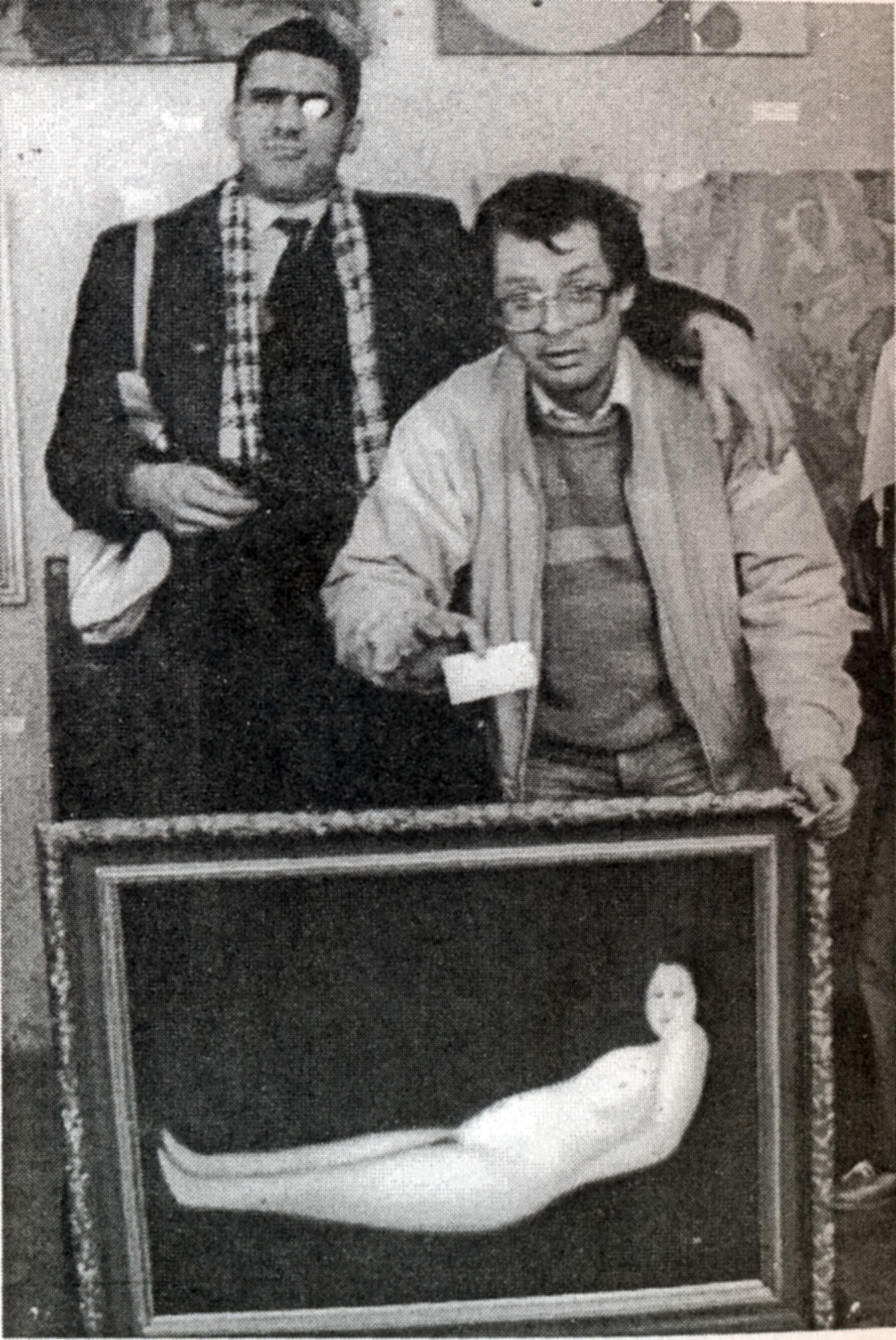
«Однодневная выставка», Таганрог, ДК з-да «Прибой», 1988. А. Тер-Оганьян и Ю. Палайчев

- Константинов, Николай Александрович (1961—2006)
- Кошляков, Валерий Николаевич[1]
- Кузменко, Алексей Иванович
- Кулик, Сергей Александрович (1957—2010)
- Медведев, Сергей Артурович
- Морозов, Сергей
- Палайчев, Юрий Андреевич
- Слепченко, Василий Рудольфович (1960—1991)
- Стуканов, Леонид Александрович (1947—1998)
- Тер-Оганьян, Авдей Степанович
- Тимофеев, Сергей Анатольевич (1959—1993)
- Чубаров, Валерий Яковлевич (1950—2012)[1]
- Шабельников, Юрий Леонидович[1]

## Выставленные работы

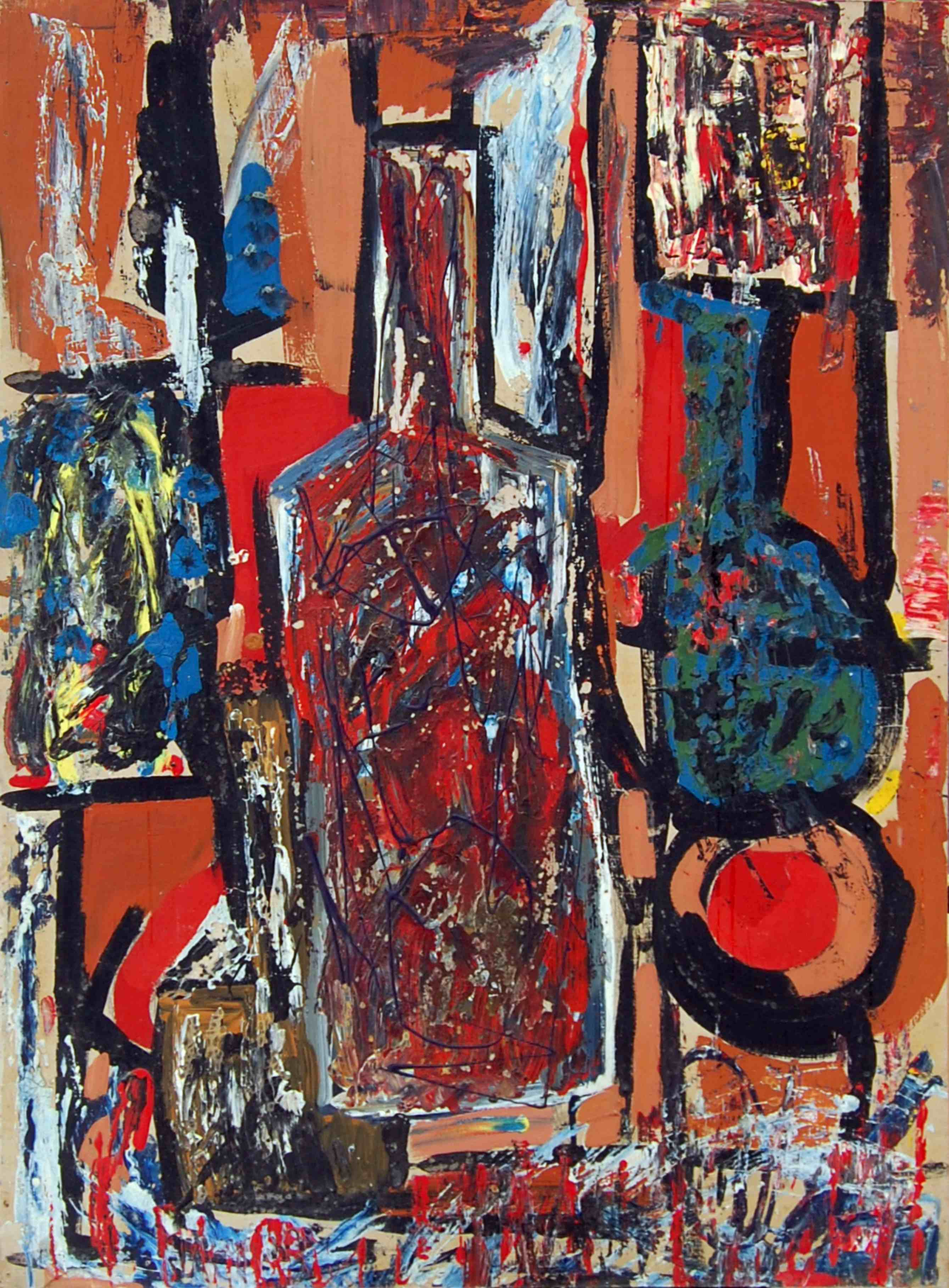
Н. Дурицкая, «Алхимия». К/г, 95,5х69, 1988.
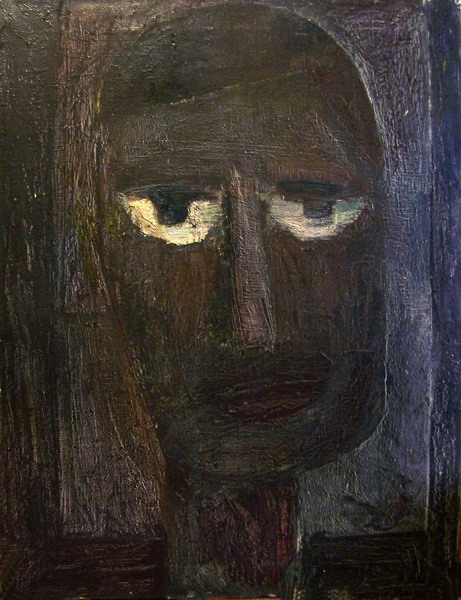
А. Кисляков, «Образец ритуального изображения». Х/м, 78х60, 1988.
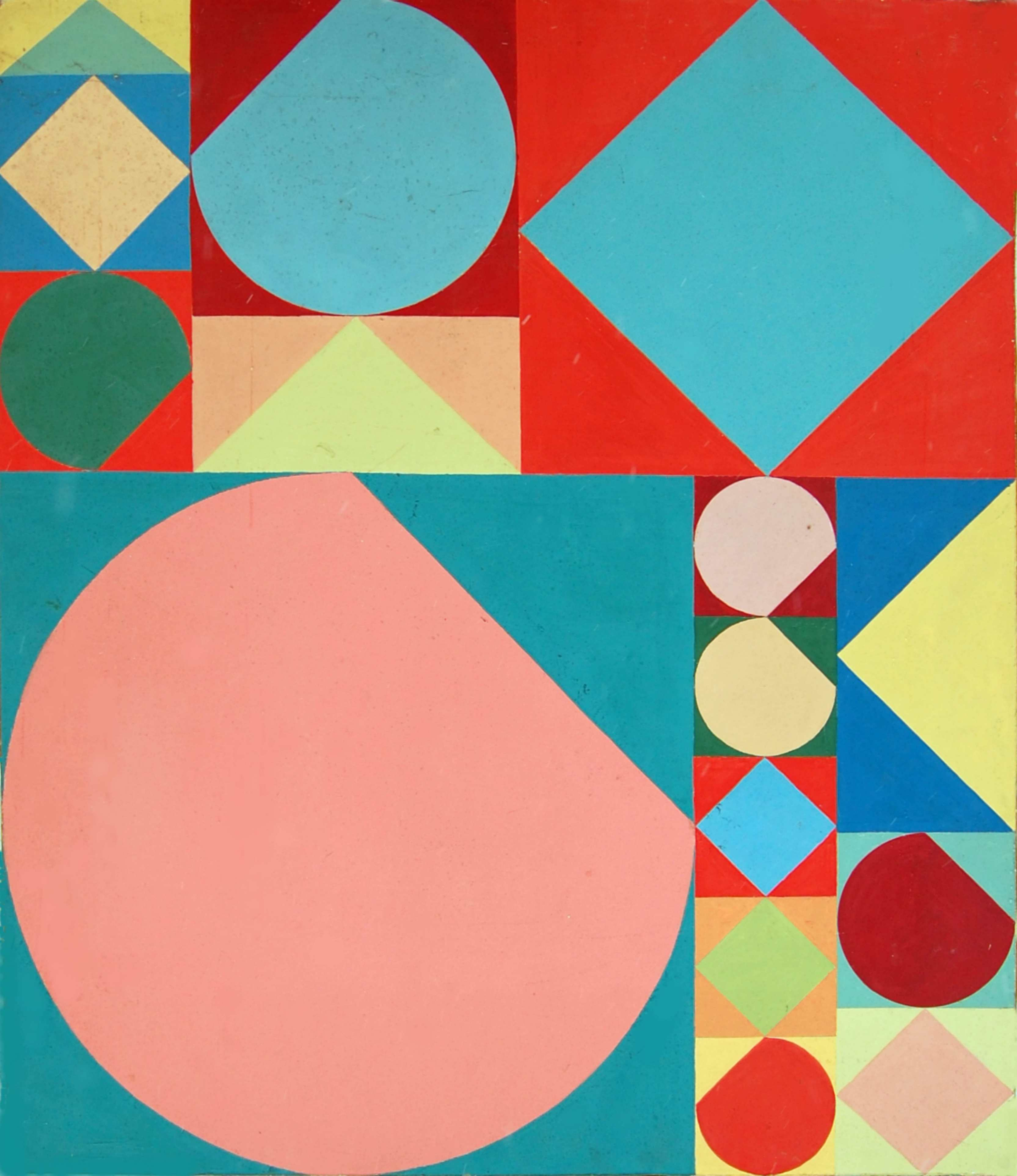
А. Кисляков, «Геометрическая композиция». Б/г, 93х80, 1987.
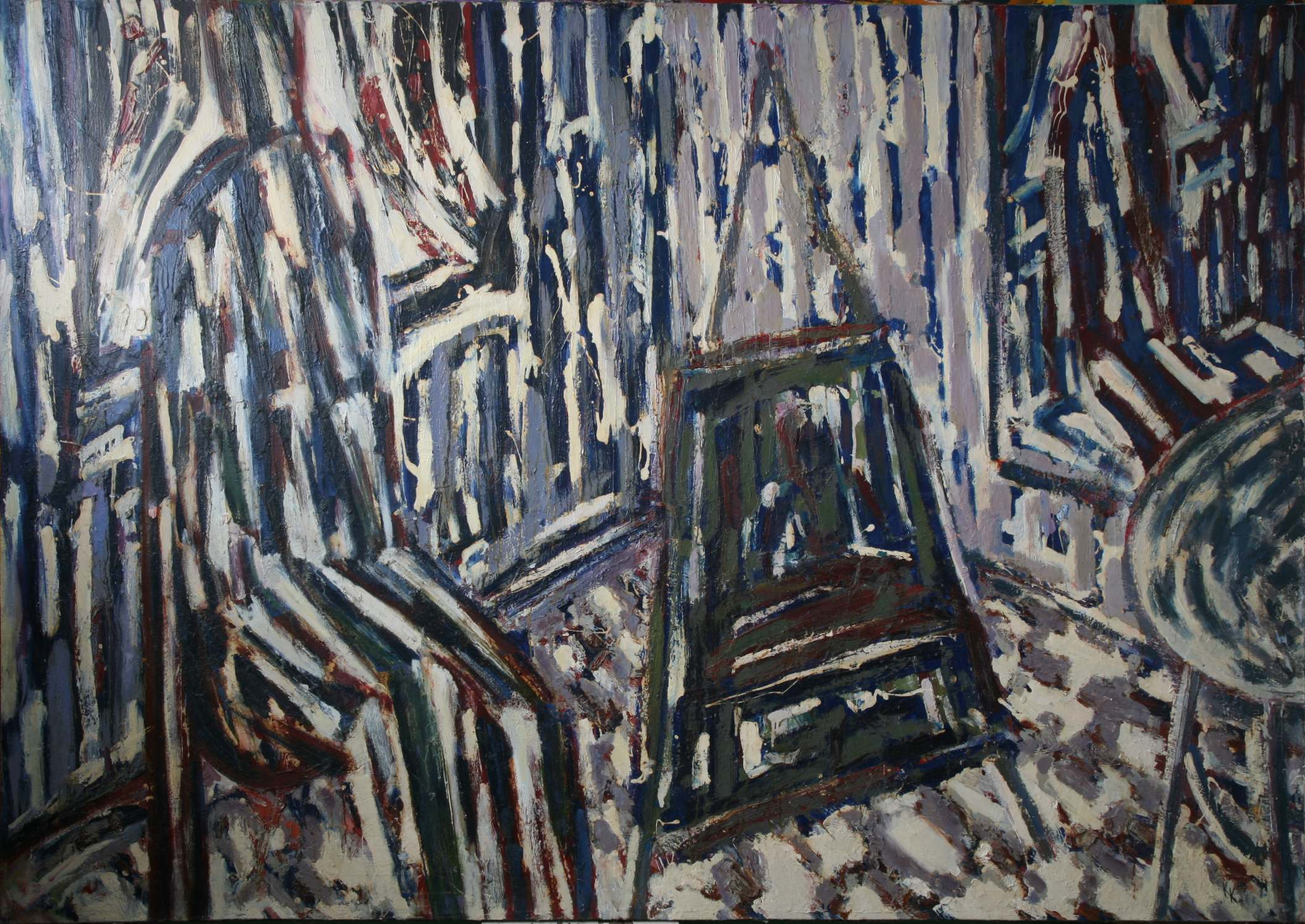
Н. Константинов, «Присутствие». Х/м, 141х200, 1985.
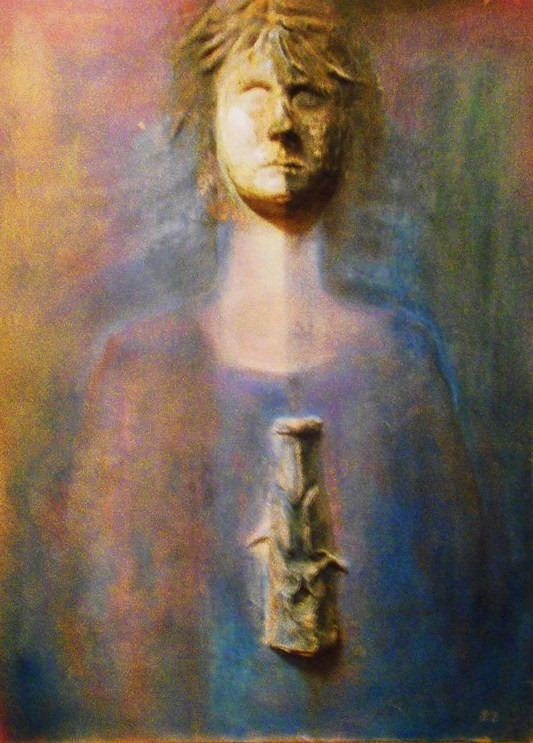
С. Медведев, «Девушка-психолог». П-м/тип. кр., 100х60, 1987.
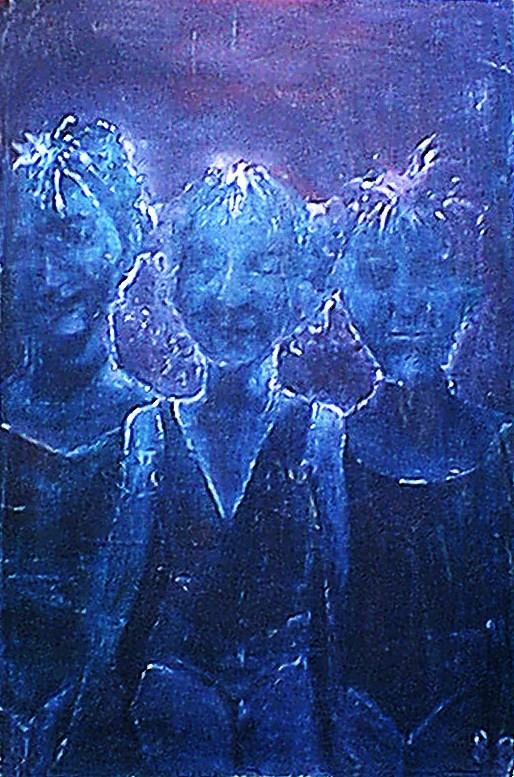
С. Медведев, «Девочки-спортсменки». К/тип. кр., 50х35, 1988.
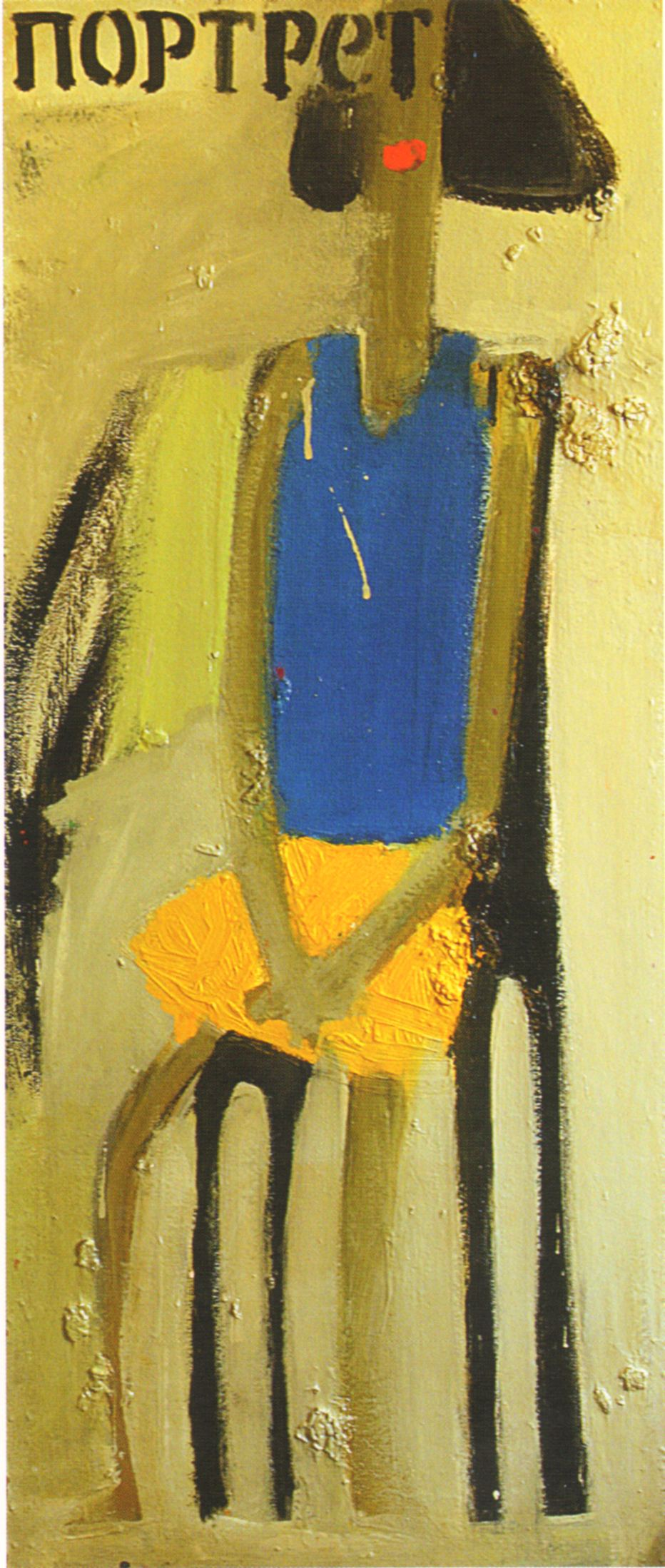
А. Тер-Оганьян, «Женщина без расчёски». Х/м, 118х50, 1986.
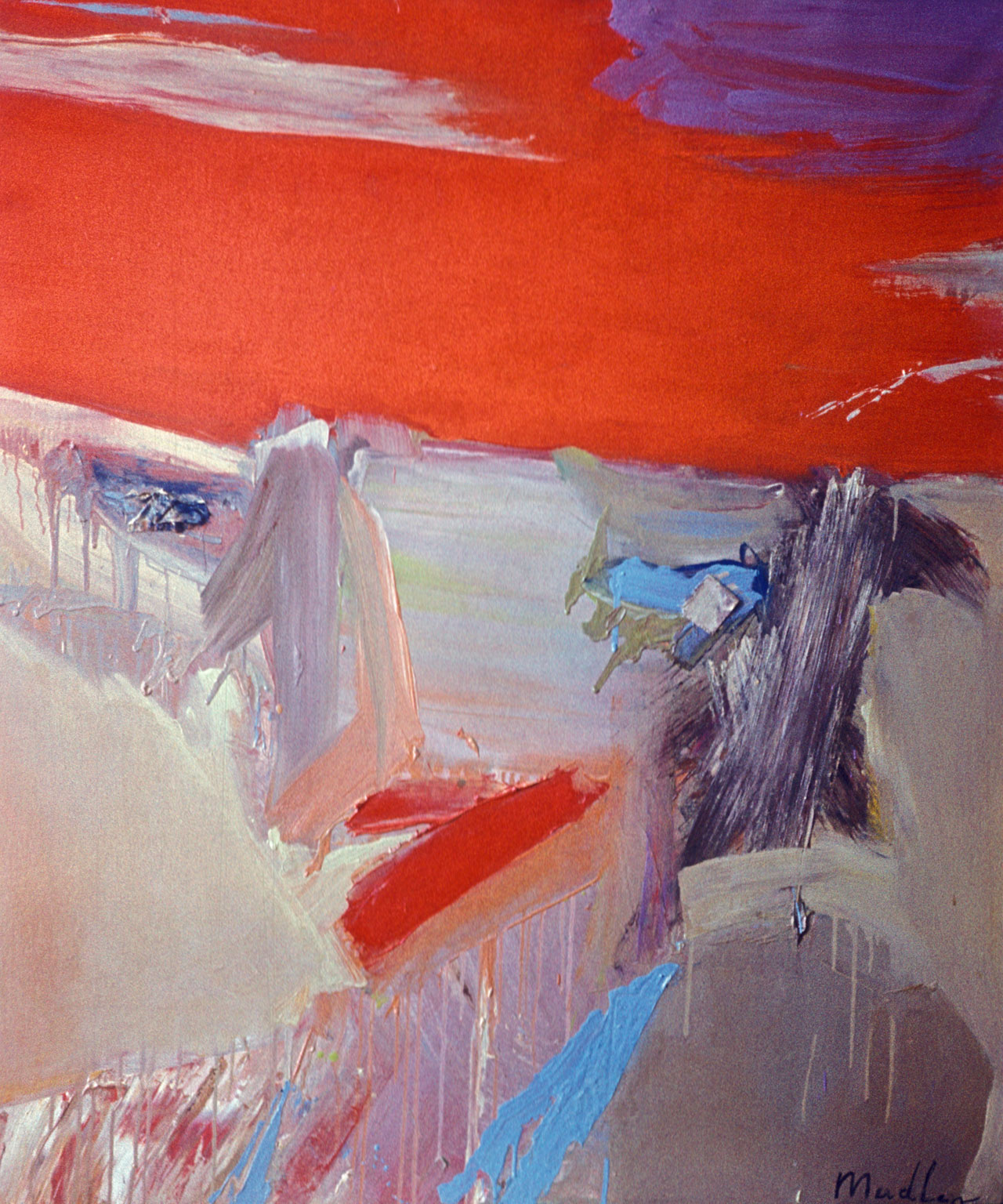
Ю. Шабельников, «Madlen». Х/м, 150х120, 1986.
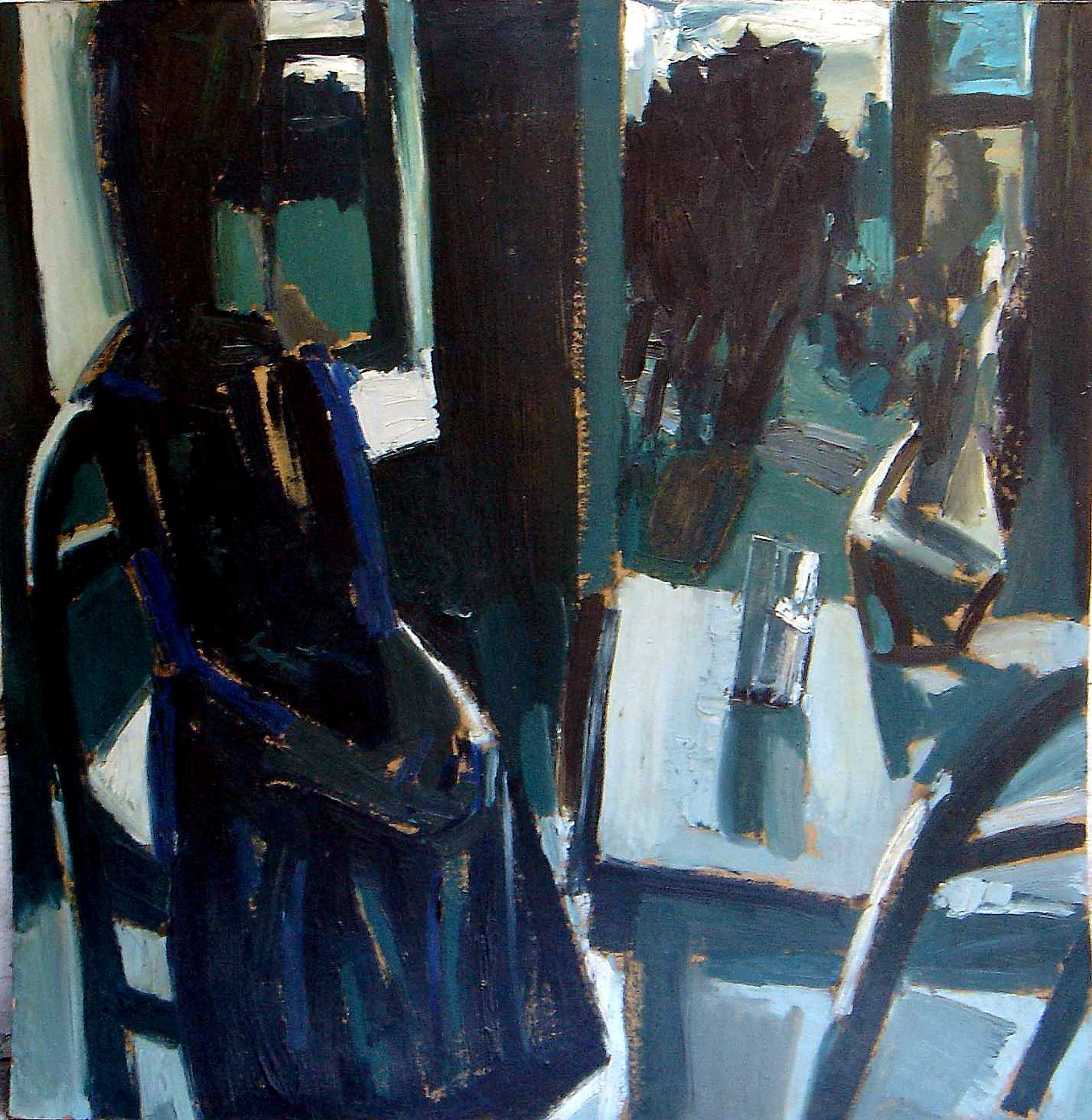
Ю. Шабельников, «Стакан воды». К/м, 115х110, 1982.
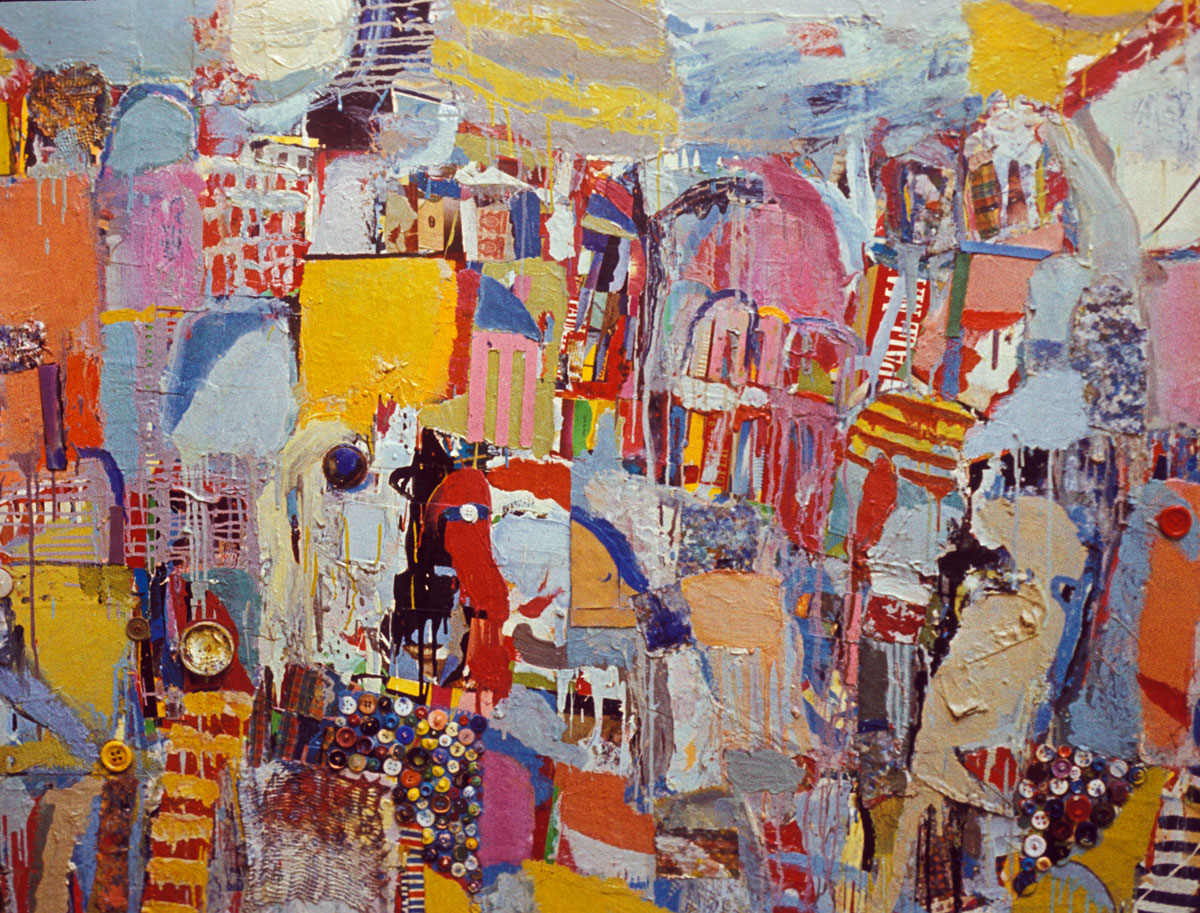
Ю. Шабельников, «Город Рим». Х/м/коллаж, 125х165, 1985.

## ДК завода «Прибой» — 2009

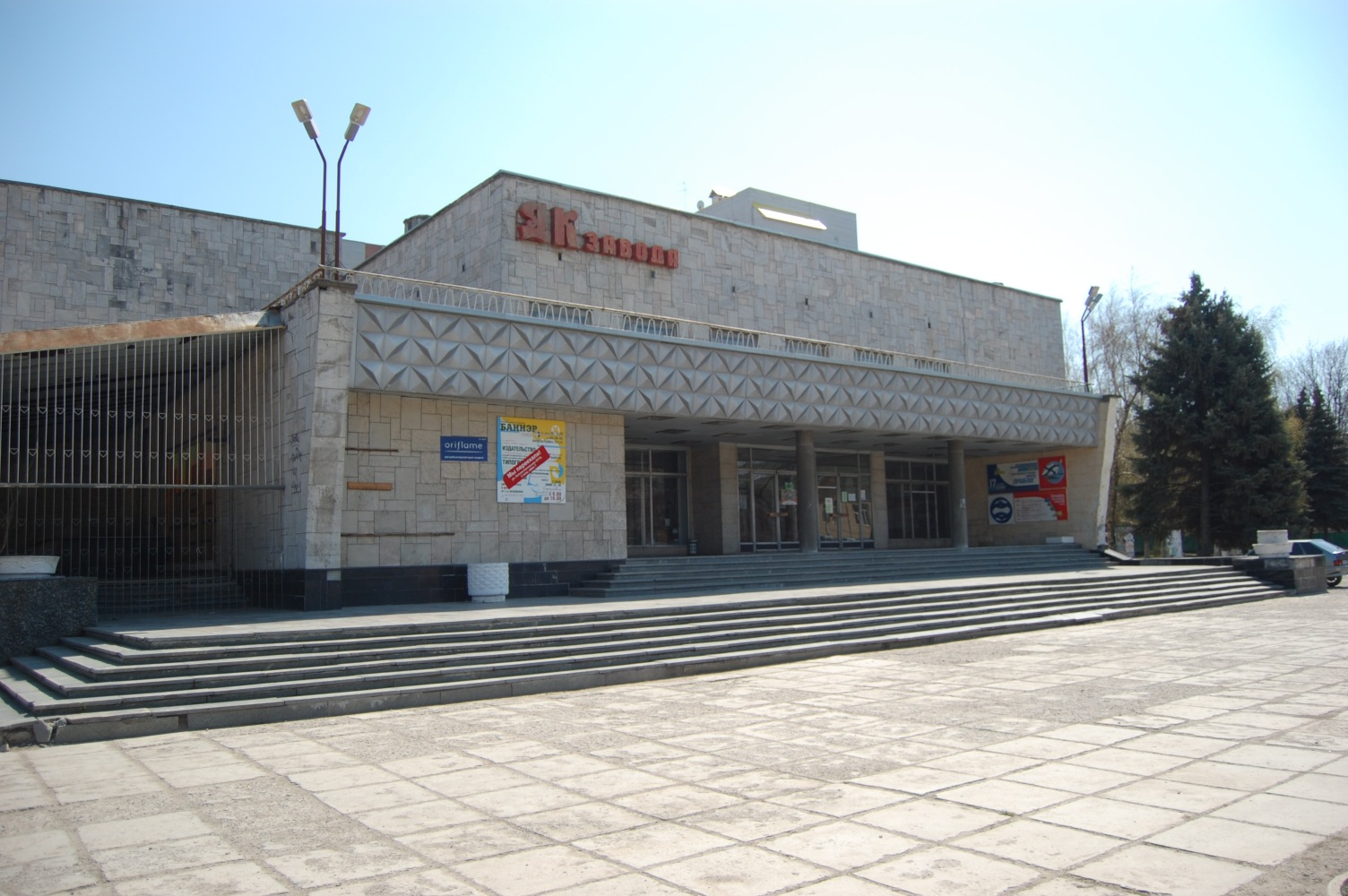
Здание ДК завода «Прибой», 2009
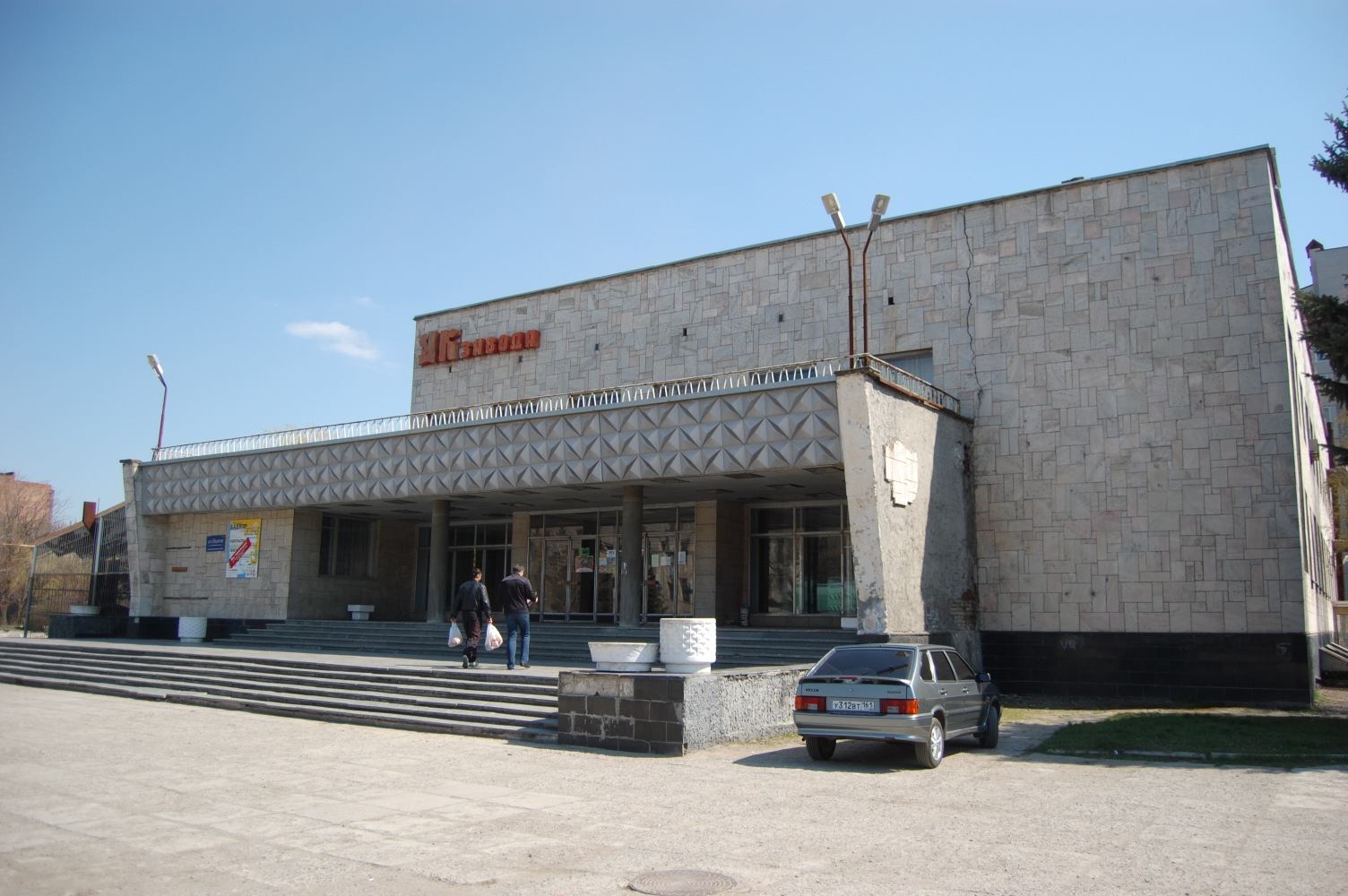
Здание ДК завода «Прибой», 2009
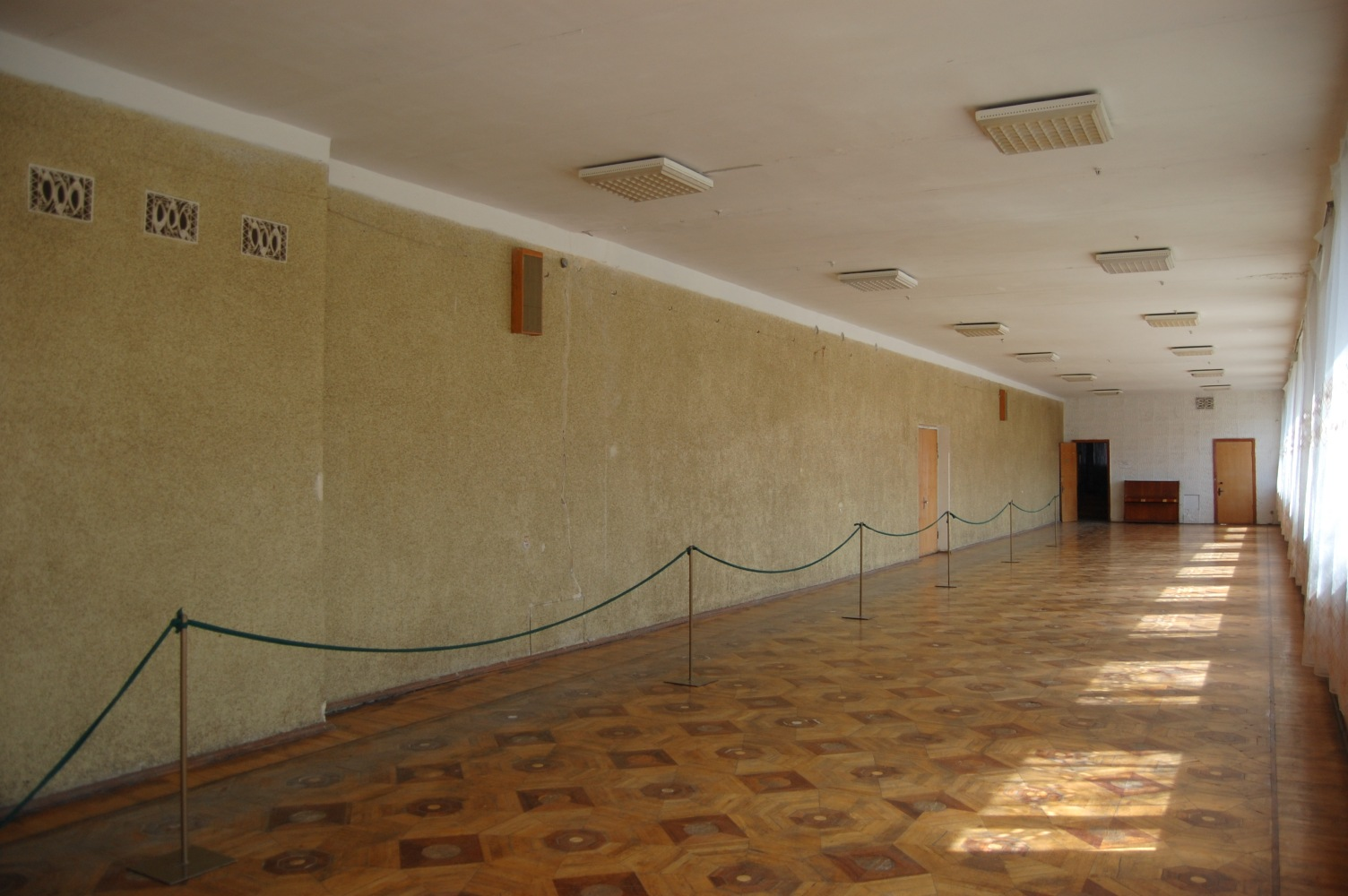
Фойе ДК, в котором проходила выставка, 2009
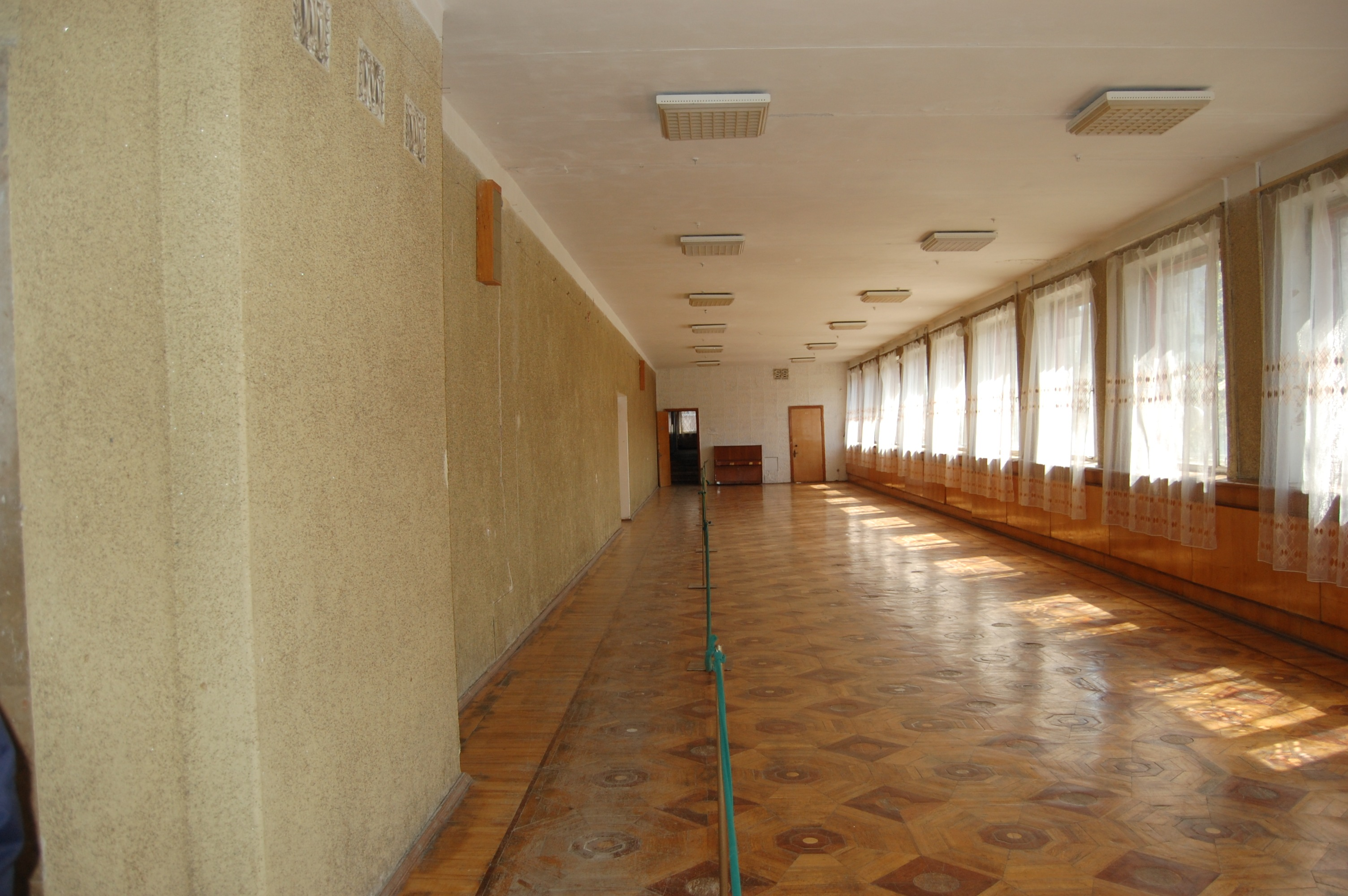
Фойе ДК, в котором проходила выставка, 2009

В мае 2013 года администрация Таганрога выкупила у завода «Прибой» здание Дворца культуры. После перехода в муниципальную собственность в здании бывшего заводского ДК разместился Дворец детского творчества.

## После выставки
- В 2006 году в Ростове-на-Дону состоялась выставка «Искусство или смерть. Двадцать лет спустя». Художник Александр Сигутин был избит религиозным фанатом у входа в Музей современного изобразительного искусства на Дмитровской, где проходила выставка[7][8][9]. Ряд работ был снят с выставки по требованию администраторов местной православной епархии, выступавших от лица прихожан, чьи религиозные чувства были якобы оскорблены[8].
- В июне 2008 года в Галерее «М» (Ростов-на-Дону) состоялась выставка «О смертном в искусстве», в экспозиции которой спустя 20 лет своими работами «встретились» почти все участники товарищества «Искусство или смерть»[10][11][12].